# Музей современного искусства (Париж)
Музей современного искусства города Парижа (фр. Musée d'Art moderne de la Ville de Paris) занимает восточное крыло Токийского дворца. В музее представлены более 8 000 экспонатов, отражающие разнообразные течения искусства XX века.
Не путать с Французским Государственным музеем современного искусства, расположенном в Центре Жоржа Помпиду.

## История музея
Первоначально музей планировалось открыть в 1937 году в рамках проходившей в Париже Международной выставки искусств и технологии. В 1937 году музей не открывается, и множество работ современных художников, купленных Парижем за время выставки, попадают в коллекцию музея Малого Дворца. Лишь когда помещения Малого Дворца становятся совсем маленькими для собранной коллекции (особенно после дара доктора Жирардена (фр. Dr Girardin) в 1953 году), открывается новый музей в Токийском дворце.

## Постоянная коллекция
Постоянная коллекция музея выставлена в хронологическом порядке.

### Исторический раздел (1900—1960 гг.)

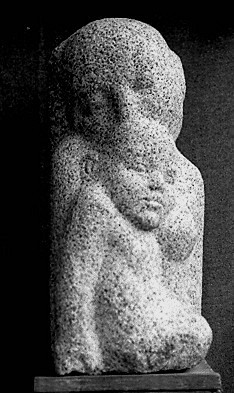
«Материнство» Зелингера (Shelomo Selinger), премия Неймана 1958 г.

Здесь представлены экспонаты, собранные во время строительства Токийского дворца в 1937 году, а также предметы искусства, подаренные доктором Жирарденом.
В историческом разделе представлены работы фовистов, кубистов и пост-кубистов, орфистов (в основном произведения Делоне и Леже), сюрреалистов (картины Пикабиа, а также коллекция, принадлежавшая Андре Бретону).

### Современный раздел (после 1960 года)
Раздел представляет разные течения современного искусства, в числе прочих:
- Течение нового реализма: Арман, Сезар, Дешам (фр. Gérard Deschamps), Эн (фр. Raymond Hains), Кляйн, Райс и Виллегле (фр. Jacques Villeglé).
- Течение Флуксус: Бен (фр. Benjamin Vautier), Дитман (фр. Erik Dietman), Фийу (фр. Robert Filliou).
- Течение близких по духу артистов (фр. mouvement d’artistes proches d’esprit): Бродхарс, Болтанский, Аннет Мессаже).
- Движение Figuration narrative: Куеко (фр. Henri Cueco), Эрро, Фроманже, Ранcияк (фр. Bernard Rancillac), Монори (фр. Jacques Monory), Шлоссер (фр. Gérard Schlosser), Штампфли (фр. Peter Stämpfli).

## «Кража века»
В ночь на 20 мая 2010 года неизвестные похитили пять картин кисти Пикассо, Матисса, Модильяни, Брака и Леже общей стоимостью минимум 100 миллионов евро.
Украденные полотна:
- П. Пикассо «Голубь с зелёным горошком» (1912)
- А. Матисс «Пастораль» (1906)
- А. Модильяни «Женщина с веером»
- Ф. Леже «Натюрморт с подсвечниками» (1922)
- Ж. Брак «Оливы близ Эстака»[5]

## Практическая информация
Музей расположен в XVI округе Парижа, ближайшие станции метро — Alma-Marceau и Iéna.
Музей открыт каждый день кроме понедельника.
Часы работы: с 10:00 до 18:00. По четвергам музей открыт до 22:00.